# Сапаргалиев, Гайрат Сапаргалиевич
Гайрат Сапаргалиевич Сапаргалиев (26.06.1930 − 20.07.2010) — учёный-правовед, один из организаторов казахстанской юридической науки и образования, педагог, Доктор юридических наук, Академик АЕН Республики Казахстан, Академик Национальной академии наук Республики Казахстан, Академик Международной Евразийской академии, Профессор, Заслуженный юрист Республики Казахстан, Заслуженный работник прокуратуры РК.

## Биография
Родился 26 июня 1930 г. в городе Семей. Происходит из рода уак.
1952 году окончил Саратовский государственный юридический институт им. А. И. Курского. 1952 году окончил аспирантуру в секторе права Академии наук Казахской ССР.
В 1955 году защитил кандидатскую диссертацию на тему: «Роль Советского государства и права в осуществлении культурной революции в Казахстане». В 1967 году защитил докторскую диссертацию на тему: «Карательная политика Царского самодержавия против революционно — освободительного движения в Казахстане». Научная руководитель Зиманов, Салык Зиманович.
Участвовал в разработке проектов Конституции Казахской ССР (1978), Конституции Республики Казахстан (1993, 1995), Закона Республики Казахстан «О внесении изменений и дополнений в Конституцию Республики Казахстан 1995 года». Принимал участие в подготовке проекта Концепции правовой политики Республики Казахстан на период до 2020 года.
Скончался 20 июля 2010 года в Алматы.

## Трудовая деятельность
1. 1955—1958 — младший научный сотрудник, ученый секретарь Отделения общественных в Академии наук КазССР
2. 1958—1961 — ученый секретарь Института философии и права АН КазССР
3. 1962—1969 — старший научный сотрудник Института философии и права АН КазССР
4. 1970—1973 — заместитель директора Института философии и права АН КазССР
5. 1974—1991 — заведующий отделом государственного управления Института философии и права АН КазССР
6. 1991—1994 — декан юридического факультета АГУ им. Абая
7. 1995−2000 — директор института государства и права при Академии наук Республики Казахстан
8. 2000—2004 — руководитель программы «Конституционная реформа в Республике Казахстан», директор института государства и права при КазГЮА, заведующий кафедрой Казахского академического университета, КазНУ им. Аль-Фараби
9. 2004—2010 — директор НИИ государства и права КазНУ им. Аль-Фараби

## Научные, литературные труды
Автор 60 монографий и 400 научных статей. Подготовил 6 докторов наук и 40 кандидатов наук.
- Сапарғалиев, Ғ. Қазақстан мемлекеті мен хұқығының негіздері / Ғ. Сапарғалиев. — Алматы : Атамұра, 1994. — 160 б.
- Сапарғалиев, Ғ. Заң терминдерінің түсіндірме сөздігі / Ғ. Сапарғалиев. — Алматы : Жеті жарғы, 1995. — 208 б.
- Сапарғалиев, Ғ. Қазақстан мемлекеті мен хұқығының негіздері : учебник / Ғ. Сапарғалиев. — Алматы : Атамұра, 1998. — 168 б.
- Сапарғалиев, Ғ. Қазақстан Республикасының Конституциялық құқығы : академиялық курс / Ғ. Сапарғалиев. — Алматы : Жеті жарғы, 2004. — 480 б.
- Сапаргалиев, Г. Советское государство в борьбе за развитие социалистической культуры в Казахстане [Текст] / Г. Сапаргалиев. — Алма-Ата : Академия наук Казахской ССР, 1957. — 143 с.
- Сапаргалиев, Г. Карательная политика царизма в Казахстане (1905—1917 гг.) [Текст] / Г. Сапаргалиев. — Алма-Ата : Наука, 1966. — 376 с.
- Сапаргалиев, Г. Становление конституционного строяРеспублики Казахстан (1990—1996) [Текст] : сборник статей / Г.Сапаргалиев.- Алматы : Жеті жарғы, 1997. — 168 с.
- Сапаргалиев, Г. Конституционное право Республики Казахстан [Текст] : учебник / Г. Сапаргалиев. — Алматы : Жеті жарғы, 1998. — 336 с.
- Сапаргалиев, Г. Конституционное право Республики Казахстан [Текст] : академический курс / Г. Сапаргалиев. — Алматы : Жеті жарғы, 2002. — 526 с.
- Сапаргалиев, Г. Основы государства и права [Текст] : учебник для учащихся средней школы / Г. Сапаргалиев. — Алматы : Атамұра, 2003. — 160 с.
- Сапаргалиев, Г. Конституционное право Республики Казахстан [Текст] : академический курс / Г. Сапаргалиев. — Алматы : Жеті жарғы, 2007. — 544 с.
- Конституционное право Республики Казахстан : учебник / Г. Сапаргалиев. — Алматы : Жеті жарғы, 1998. — 336 с.
- Конституционное право Республики Казахстан : академический курс / Г. Сапаргалиев. — Алматы : Жеті жарғы, 2002. — 526 с.
- Основы государства и права : учебник для учащихся средней школы / Г. Сапаргалиев. — Алматы : Атамұра, 2003. — 160 с.
- Конституционное право Республики Казахстан : академический курс / Г. Сапаргалиев. — Алматы : Жеті жарғы, 2007. — 544 с.

## Семья
Супруга: Сапаргалиева Мнвара Шаяхметовна
Дети: дочь — Лилия (1954 г.р.), сын — Адиль (1960 г.р.)

## Награды и звания
1. Кандидат юридических наук (1955)
2. Доктор юридических наук (1967)
3. Профессор (1977)
4. Академик АЕН Республики Казахстан (1995)
5. Академик Национальной академии наук Республики Казахстан (2003)
6. Академик Международной Евразийской академии
7. Почетные грамоты Верховного Совета Казахской ССР
8. Заслуженный юрист Республики Казахстан (1993)
9. Заслуженный работник прокуратуры РК
10. Мемориальный медаль Польской Республики «Pro Memoria» (2003)
11. Орден «Курмет»